# Sjiunjanjaure
Sjiunjanjaure är en sjö i Arjeplogs kommun i Lappland och ingår i Piteälvens huvudavrinningsområde. Sjön har en area på 0,727 kvadratkilometer och ligger 442 meter över havet.

## Delavrinningsområde
Sjiunjanjaure ingår i det delavrinningsområde (737031-159666) som SMHI kallar för Utloppet av Sjiunjanjaure. Medelhöjden är 468 meter över havet och ytan är 4,21 kvadratkilometer. Räknas de 4 avrinningsområdena uppströms in blir den ackumulerade arean 50,76 kvadratkilometer. Vattendraget som avvattnar avrinningsområdet har biflödesordning 2, vilket innebär att vattnet flödar genom totalt 2 vattendrag innan det når havet efter 243 kilometer. Avrinningsområdet består mestadels av skog (80 procent). Avrinningsområdet har 0,86 kvadratkilometer vattenytor vilket ger det en sjöprocent på 20,4 procent.